# Upplands runinskrifter Fv1953;272
Upplands runinskrifter Fv1953;272 är ett vikingatida runstensfragment av granit i Skånela kyrka, Skånela socken och Sigtuna kommun. Fragmentet är inmurat i klockkammarens östra ljudglugg. Stenens mått är 40 gånger 18 centimeter.

## Inskriften
Translitterering av runraden:
...- × i × ha...
Normalisering till runsvenska:
... ... ...